# Liste des seigneurs de Taillebourg
 (novembre 2022).
Si vous disposez d'ouvrages ou d'articles de référence ou si vous connaissez des sites web de qualité traitant du thème abordé ici, merci de compléter l'article en donnant les références utiles à sa vérifiabilité et en les liant à la section « Notes et références ».
Cet article énumère la liste des seigneurs de Taillebourg. En 1486, les lettres patentes de Louis XI érige la baronnerie de Taillebourg en comté. Ce dernier a eu sous sa dépendance, Saint-Georges-de-Didonne, Rochefort, Mornac, Les Gonds, Royan, Cozes, Saujon et d'autres communes.

## Famille de Rancon (1010-1263)
- 1010-1019 : Ostend Ier de Rancon
- 1019-1024 : Aimeri Ier de Rancon
- 1024-1049 : Aimeri II de Rancon
- 1049-1065 : Ostend II
- 1065-1067 : Geoffroy Ier de Rancon
- 1067-1090 : Ostend III de Rancon
- 1090-1122 : Aimeri III de Rancon
- 1122-1137 : Geoffroy II de Rancon
- 1137-1153 : Geoffroy III de Rancon
- 1153-1194 : Geoffroy IV de Rancon
- 1194-1258 : Geoffroy V de Rancon
- 1258-1263 : Geoffroy VI de Rancon

## Famille de Parthenay-l'Archevêque (1269-1405)
- 1269-1271 : Hugues II Larchevêque
- 1271-1308 : Guillaume VI Larchevêque
- 1308-1364 : Guy de Parthenay-Larchevêque
- 1364-1395 : Louis de Parthenay-Larchevêque
- 1395-1405 : Jean de Parthenay-Larchevêque

## Famille de Coëtivy (1442-1505)
- 1442-1450 : Prigent de Coëtivy, Amiral de France.
- 1450-1480 : Olivier de Coëtivy, son frère. Chambellan de Charles VII.
- 1480-1505 : Charles de Coëtivy., fls d'Olivier et de Marie de Valois.

De l'union de Charles de Coëtivy et Jeanne d'Orléans est issue, Louise de Coëtivy. Cette dernière épouse en 1501, Charles de La Trémoïlle. Cette union matrimoniale donne alors le comté de Taillebourg à la famille de La Trémoïlle.

## Famille de la Trémoïlle (1505-1792)
- 1505-1515 : Charles de La Trémoïlle
- 1515-1542 : François de La Trémoïlle, vicomte de Thouars.
- 1542-1577 : Louis III de La Trémoïlle, duc de Thouars.
- 1577-1604 : Claude de La Trémoïlle, premier seigneur protestant de Taillebourg.
- 1604-1648 : Henri Ier de La Trémoille, pair de France.
- 1648-1672: Henri II de La Trémoille ou Henri-Charles de La Trémoïlle, Roi de Naples.
- 1672-1709 : Charles III de La Trémoïlle.
- 1709-1713 : Charles Louis Bretagne de La Trémoïlle, 6ème duc de Thouars. Il vend Taillebourg à son oncle.
- 1713-1739 : Frédéric-Guillaume de La Trémoïlle.
- 1739-1759 : Anne-Charles-Frédéric de La Trémoïlle. Au décès de son fils, la branché ainée de la Famille de La Trémoïlle récupère le comté de Taillebourg.
- 1759-1792 : Jean Bretagne Charles Godefroy de La Trémoïlle, maréchal du camp.

## Sources et bibliographie